# Monumento del Pakistan
Il Monumento del Pakistan (in urdu یادگارِ پاکستان‎?, Yadgar-e-Pakistan; in inglese Pakistan Monument) è un monumento parte del patrimonio museale nazionale pachistano adagiato sulle colline Shakarparian a Islamabad; esso simboleggia l'unità nazionale. Il complesso si estende su una superficie di 2,8 ettari ed è una destinazione popolare per picnic.
Il monumento è eretto a foggia di petali di fiore; sulle pareti interne dei petali di fiore sono incisi i contorni del Forte di Lahore, della Moschea Badshahi, del Passo Khyber e del Minar-e-Pakistan. Il monumento si apre su una terrazza di marmo che fornisce una vista a volo d'uccello di Islamabad. I quattro petali principali del monumento rappresentano le quattro province (Belucistan, Khyber Pakhtunkhwa, Punjab e Sindh), mentre i tre petali più piccoli rappresentano i tre territori (Gilgit-Baltistan, Azad Kashmir e le aree tribali).
Un annesso museo delle cere ritrae importanti eventi che hanno portato al Pakistan Movement. Inoltre, le strutture comprendono una biblioteca di riferimento, un archivio audiovisivo, e una sala conferenze con un auditorium con capienza di 62 posti, nota come «Sala Panoramica». Il complesso accoglie mediamente 1500 turisti al giorno per un totale a 0,57 milioni di visitatori all'anno (dati del 2015). Dall'alto, il centro del monumento prende forma di una stella, mentre le pareti che formano i petali delineano una falce di luna, a richiamare la stella e la mezzaluna della bandiera pachistana.

## Concepimento

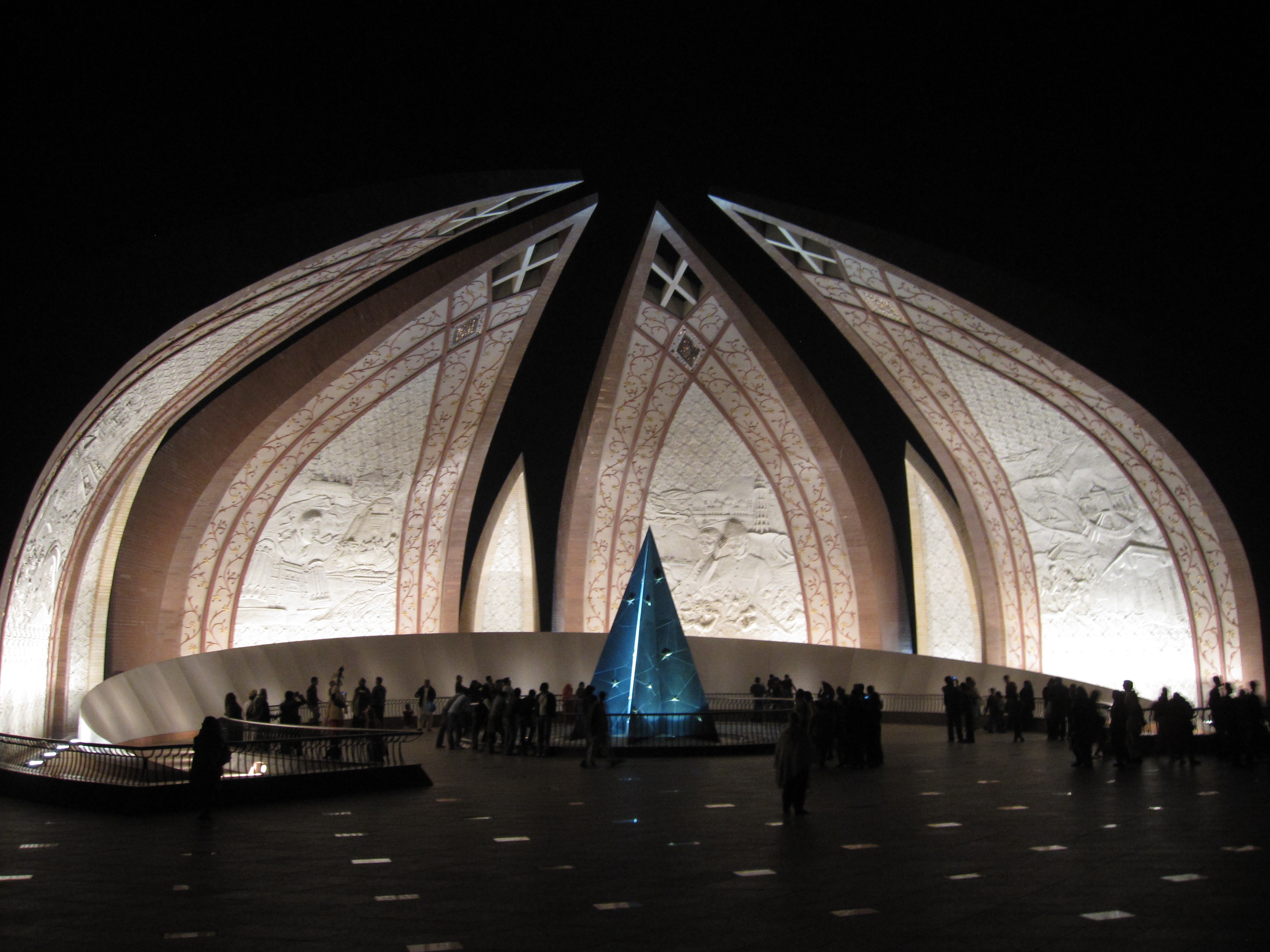
Vista notturna

Nelle sue fasi iniziali, il piano di progettazione è stato concepito e avviato da Uxi Mufti, figlio di Mumtaz Mufti. Più tardi, nel 2005, il progetto di costruire un monumento nazionale nella capitale pachistana è stato intrapreso dal Ministero della cultura, allora sotto la guida di Hamad Kashif. A tale scopo, il Pakistan Council of Architects and town Planners (PCATP) ha indetto un concorso nazionale per i disegno del monumento, che avrebbe dovuto simboleggiare la forza, l'unità e la dedizione del popolo pachistano e la libertà e indipendenza della Nazione.
Su un totale di venti candidati, vennero selezionati tre finalisti. Infine, il progetto proposto da Arif Masoud venne designato per la costruzione. Il costo del complesso ammontò a 600 milioni di rupie.

## Struttura
Il monumento si trova sul versante occidentale delle Shakarparian Hills, e si sviluppa su una superficie complessiva di 2,8 ettari. La posizione innalzata rende il monumento visibile sia da Islamabad, sia da Rawalpindi. La prima pietra fu posta il 25 maggio 2004; il complesso venne completato entro la fine del 2006, per essere inaugurato il 23 marzo 2007. Il costo complessivo sostenuto è ammontato a oltre 580 milioni di rupie

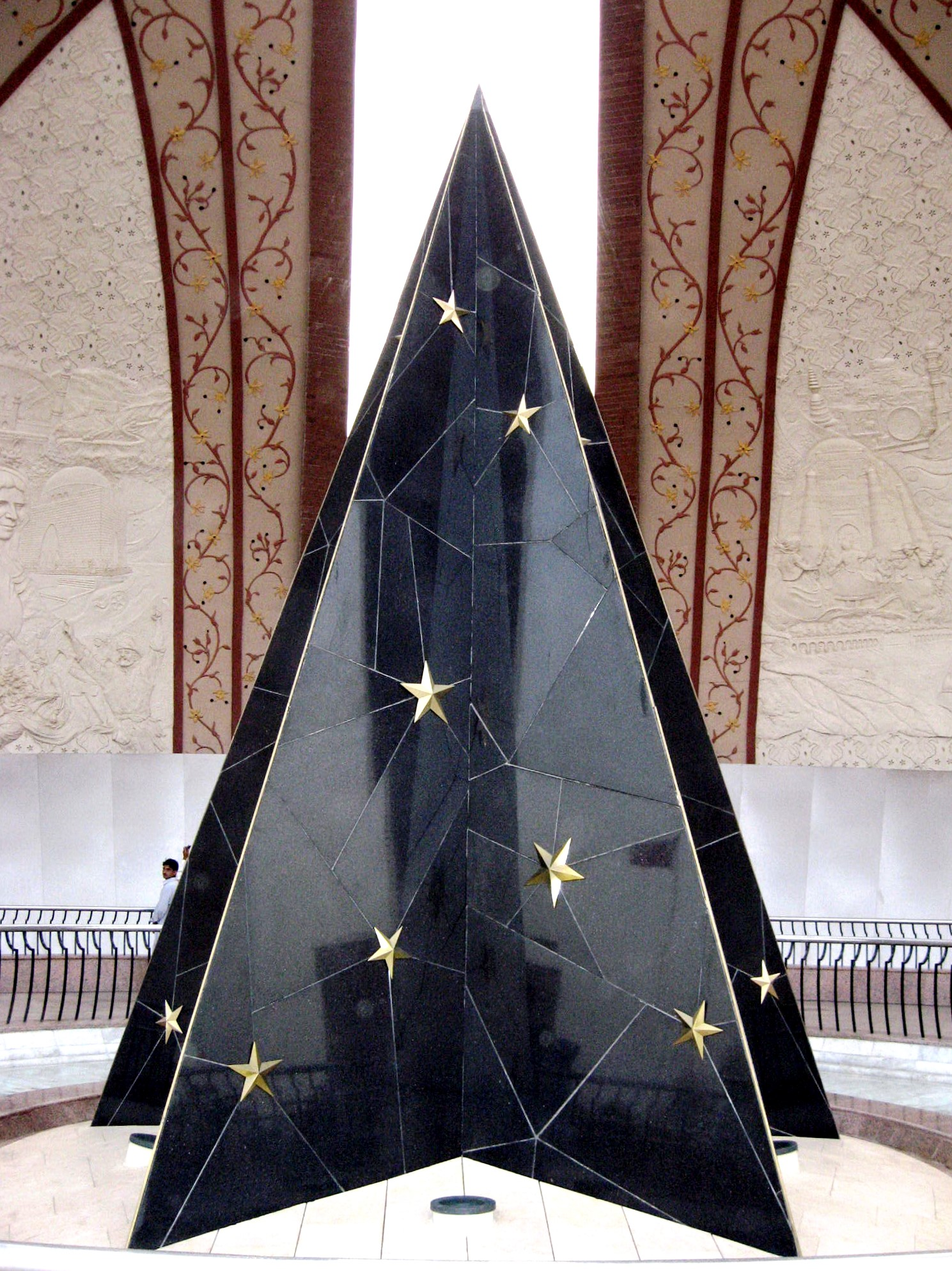
elemento centrale

La struttura consta di quattro petali di fiore che sbocciano, ed è costruita in granito, che rappresenta l'unità del popolo pachistano. Le pareti interne dei petali sono decorate con delle incisioni. Anche il piano è in granito. L'elemento centrale è realizzato in forma di una stella a cinque punte. Una mezzaluna metallica circonda la stella, con citazioni di Mohammad Ali Jinnah e poesie di Muhammad Iqbal.

## Galleria d'immagini

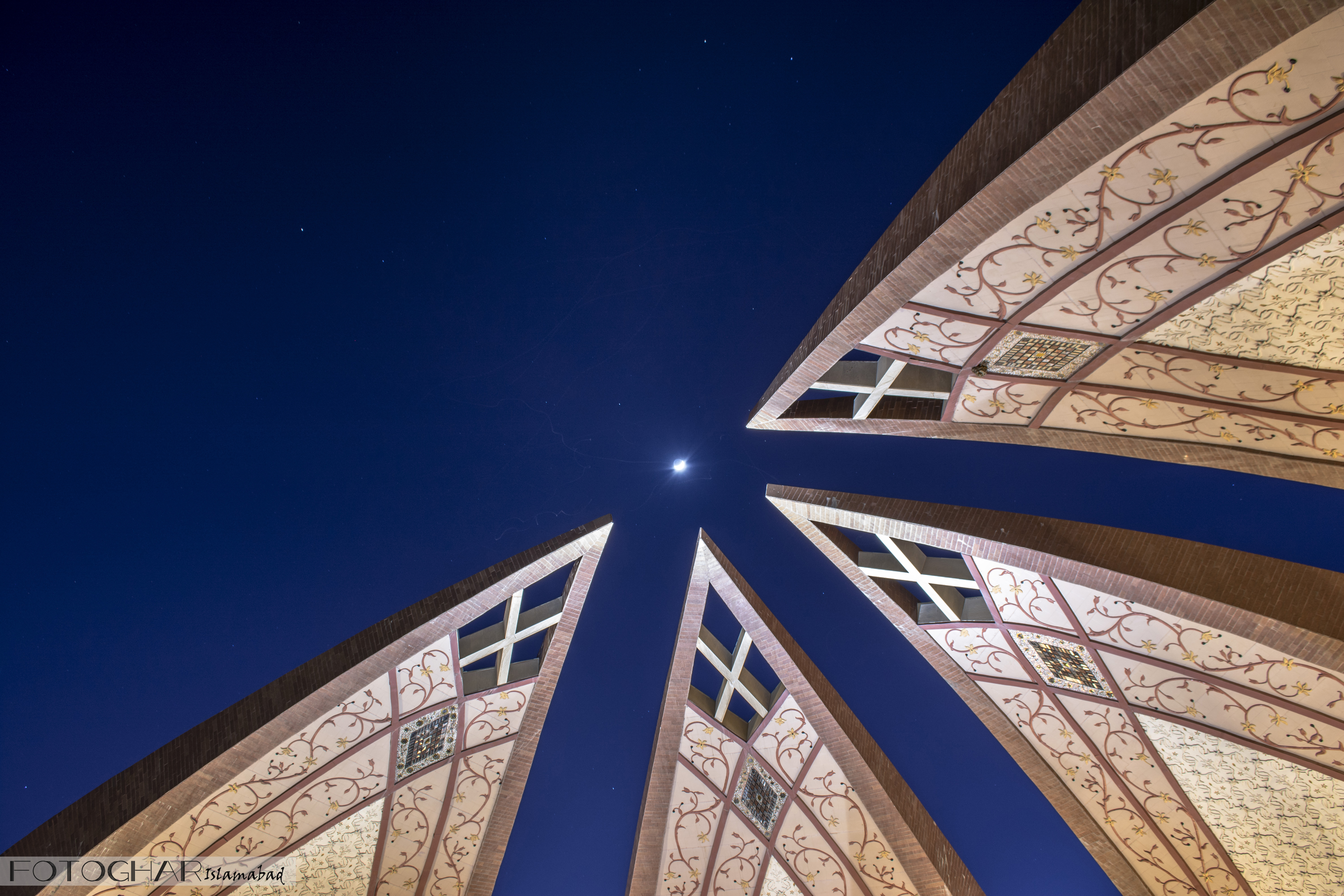
La luna al di sopra del monumento
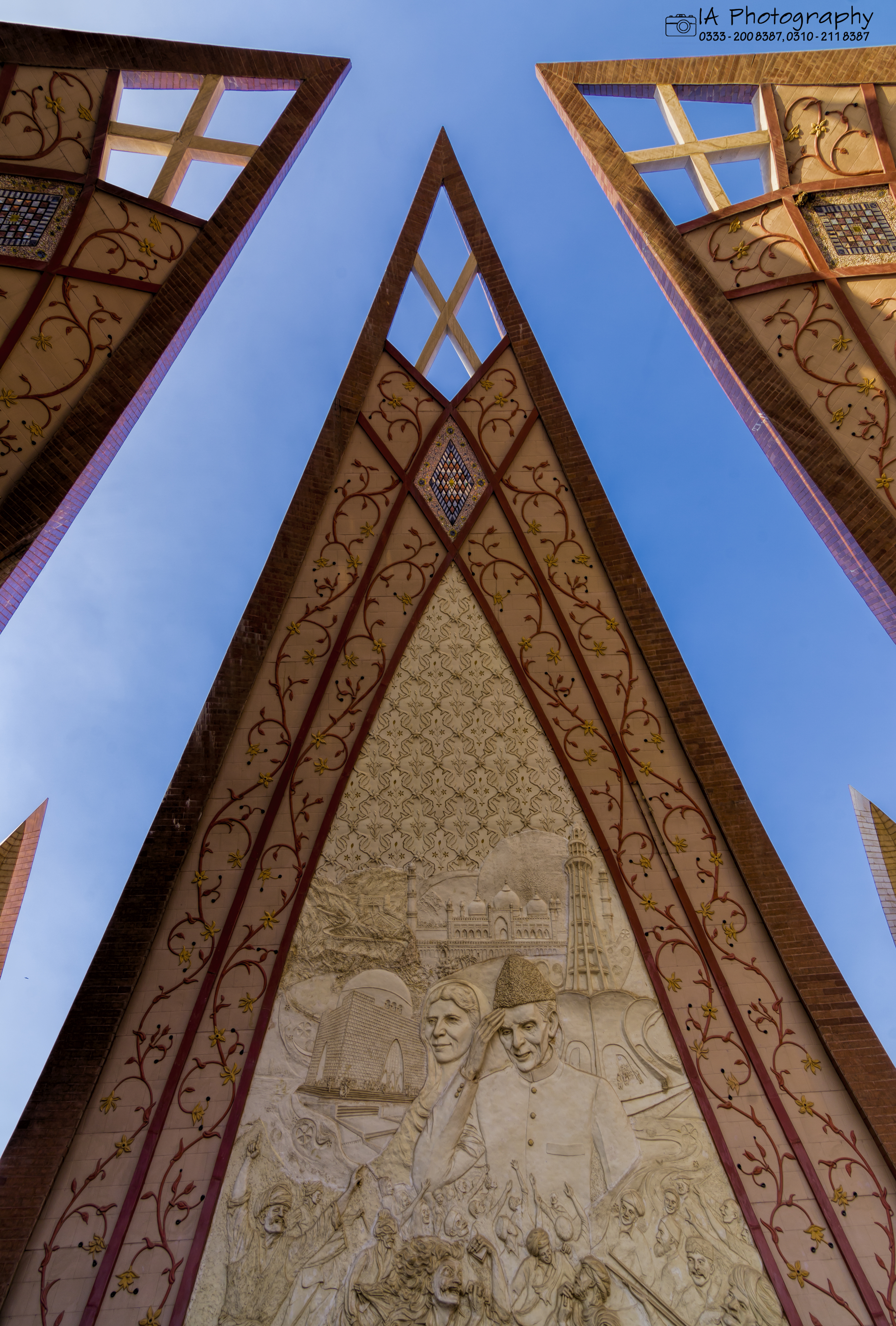
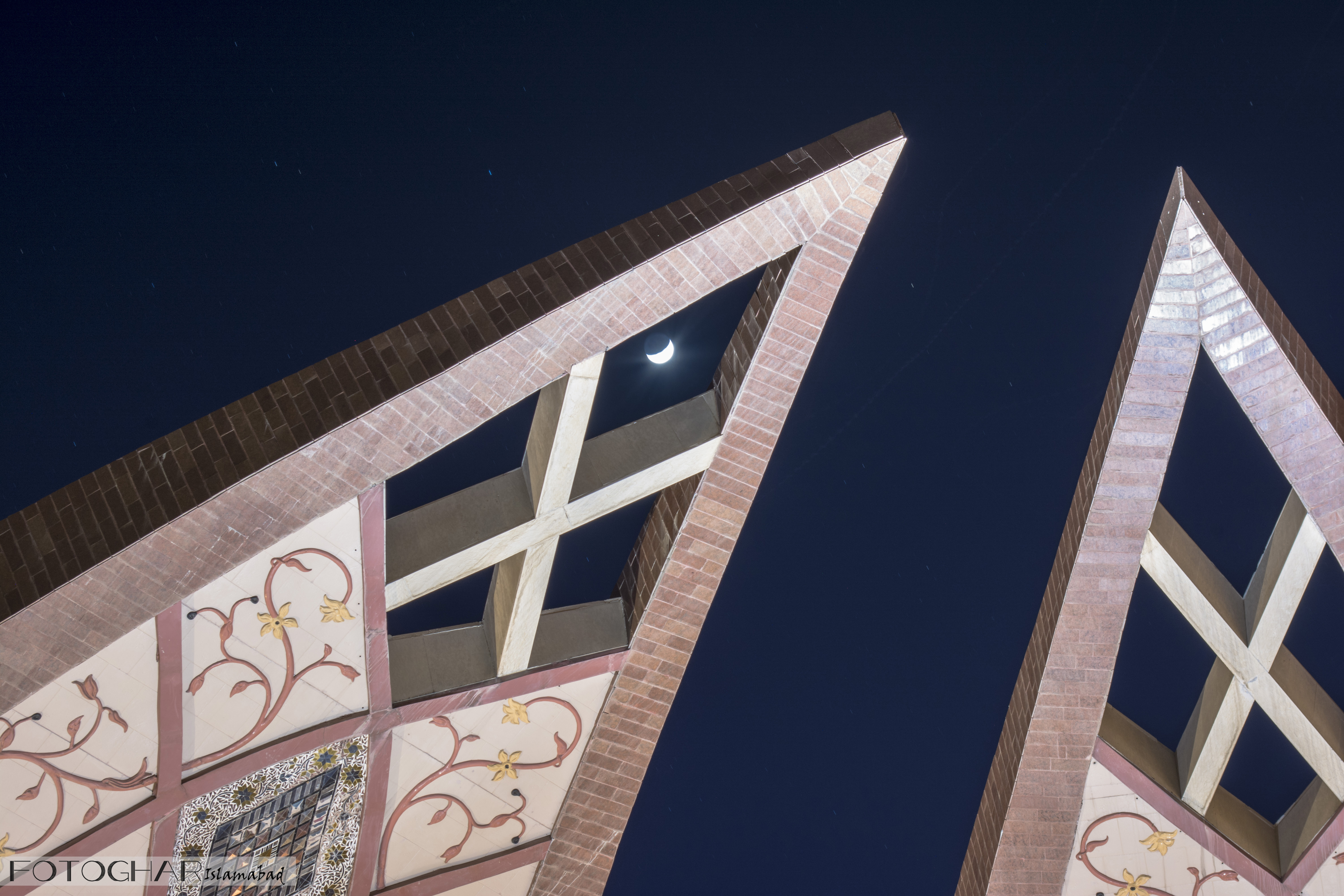
Chiaro di luna
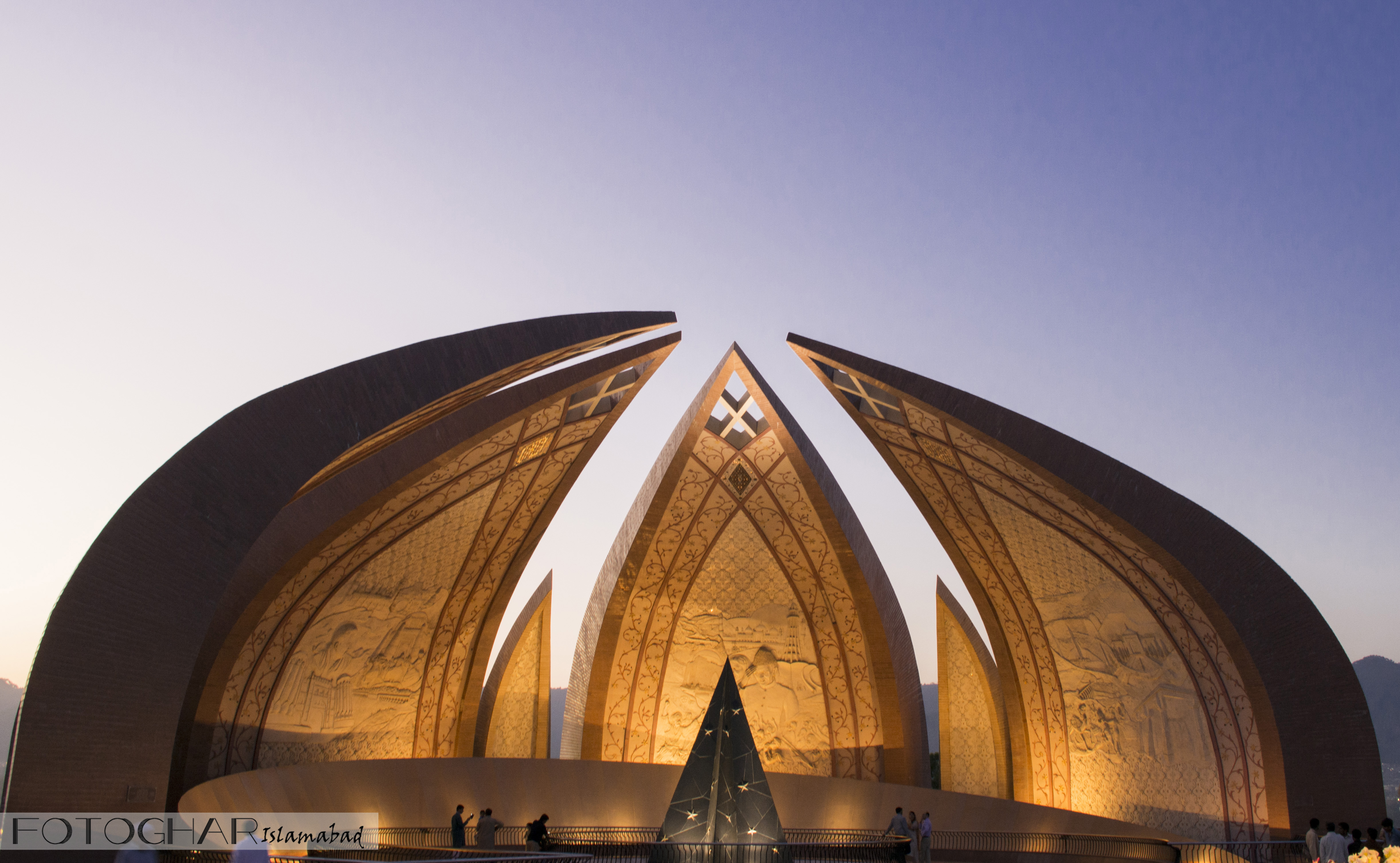
Di sera
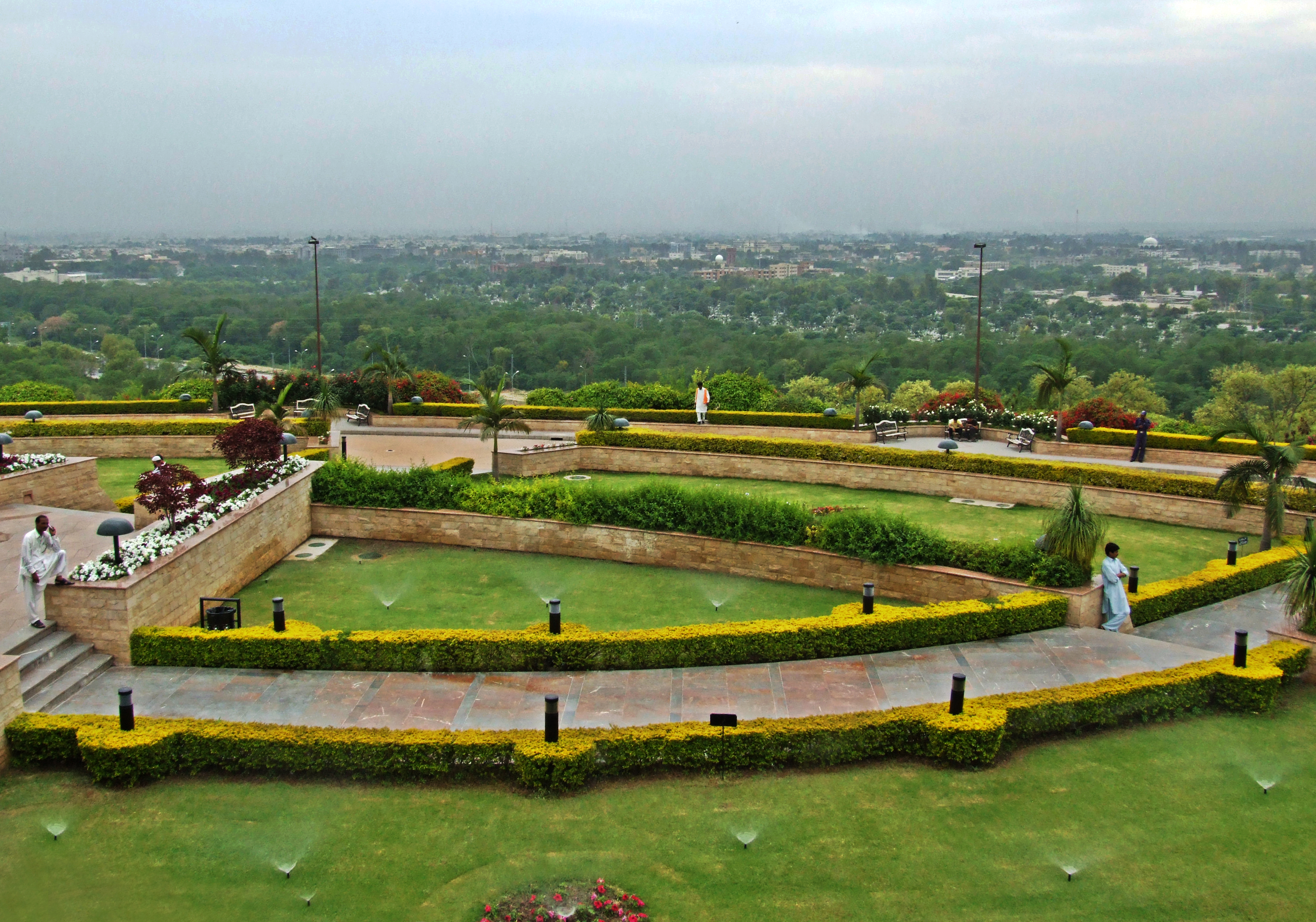
Giardini adiacenti
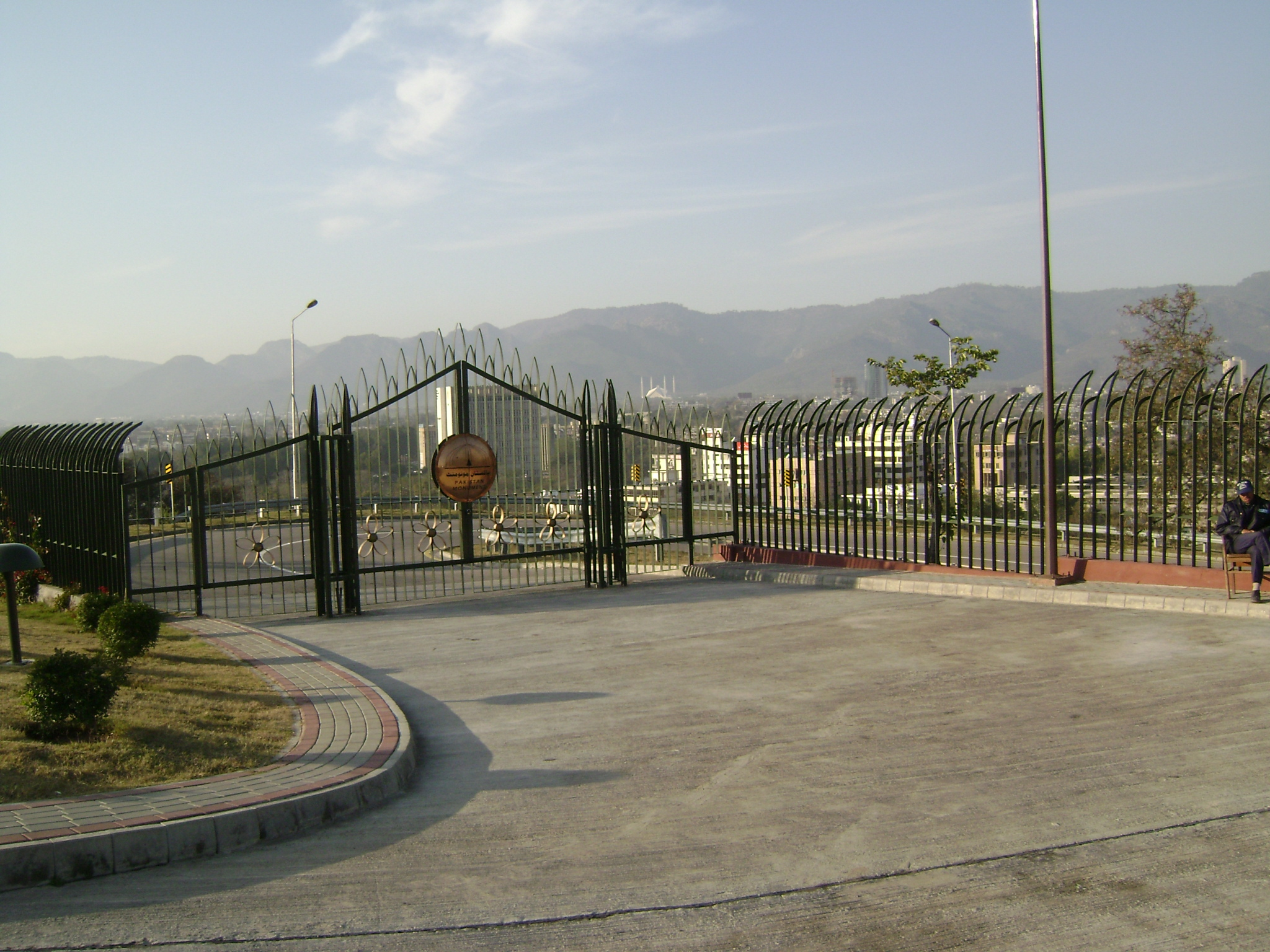
Un portale d'ingresso
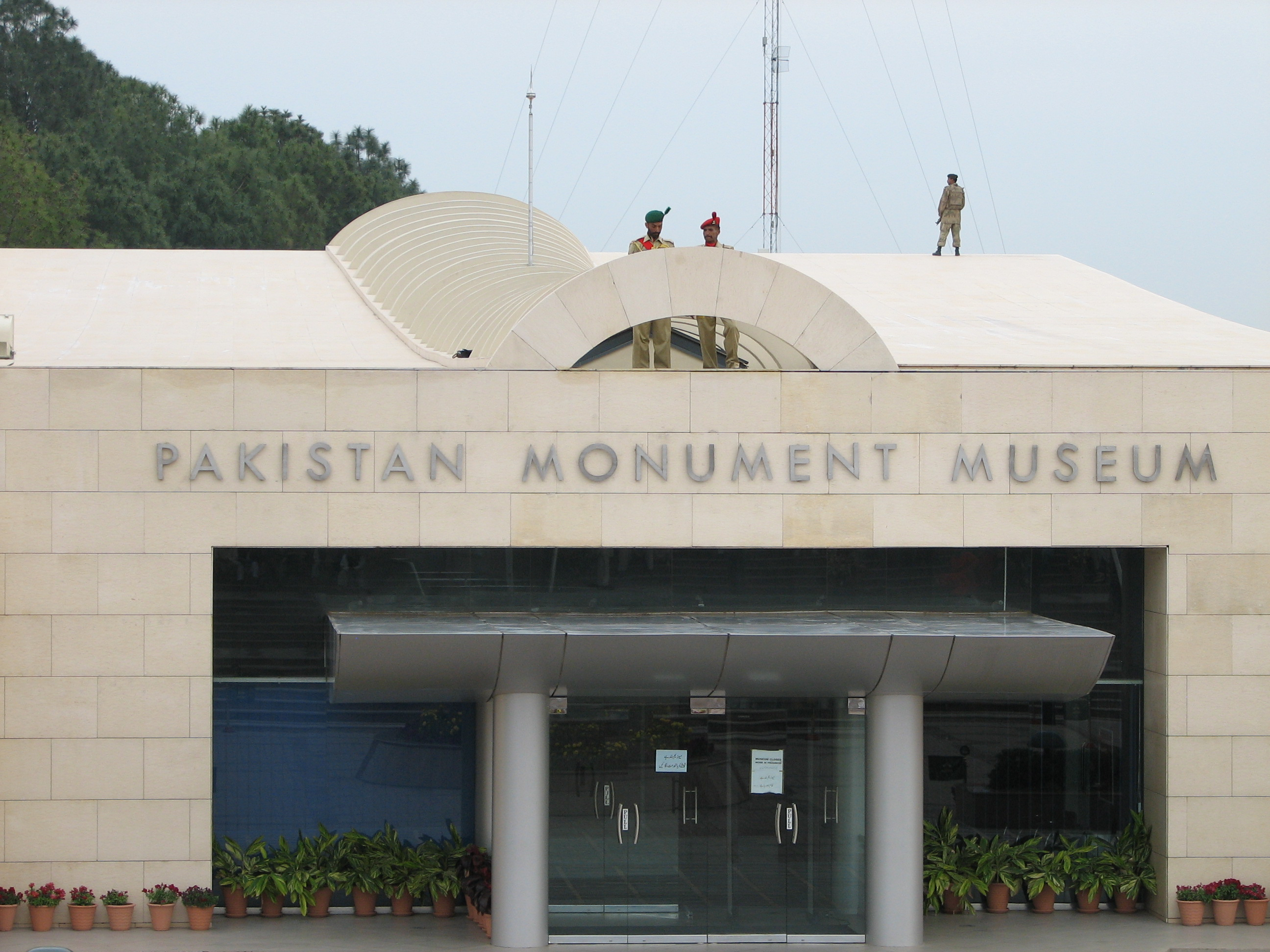
Pakistan Monument Museum, facciata
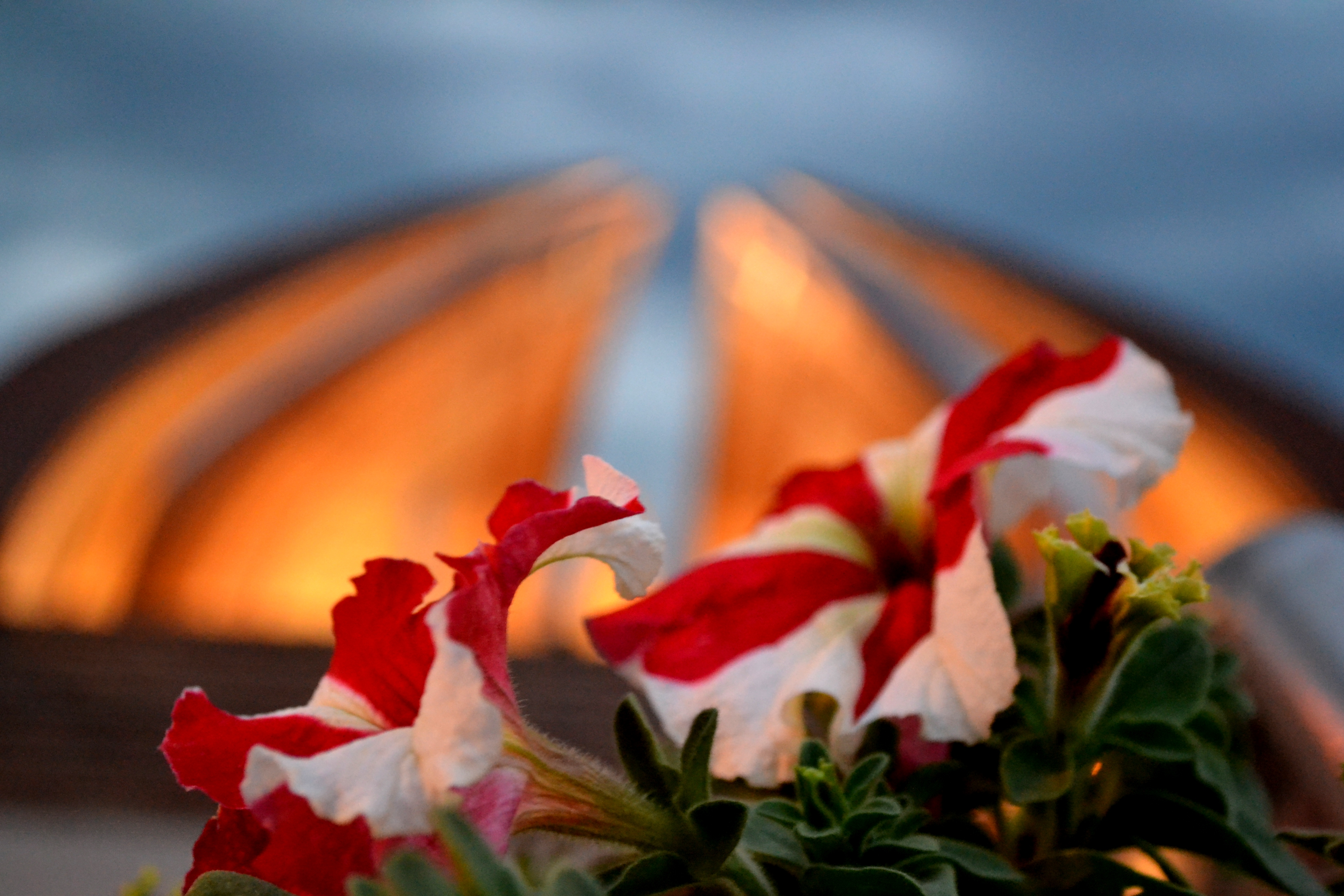
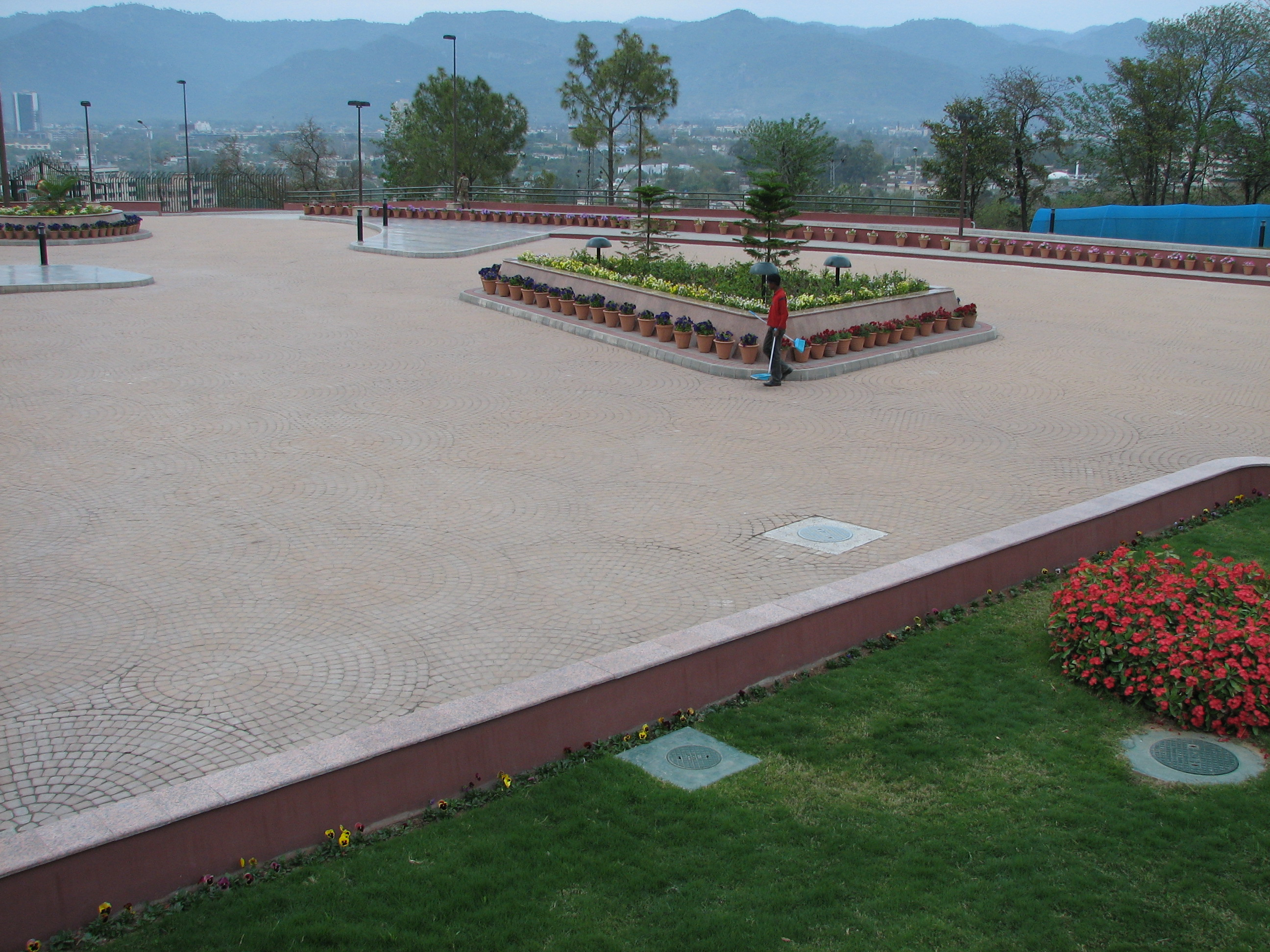
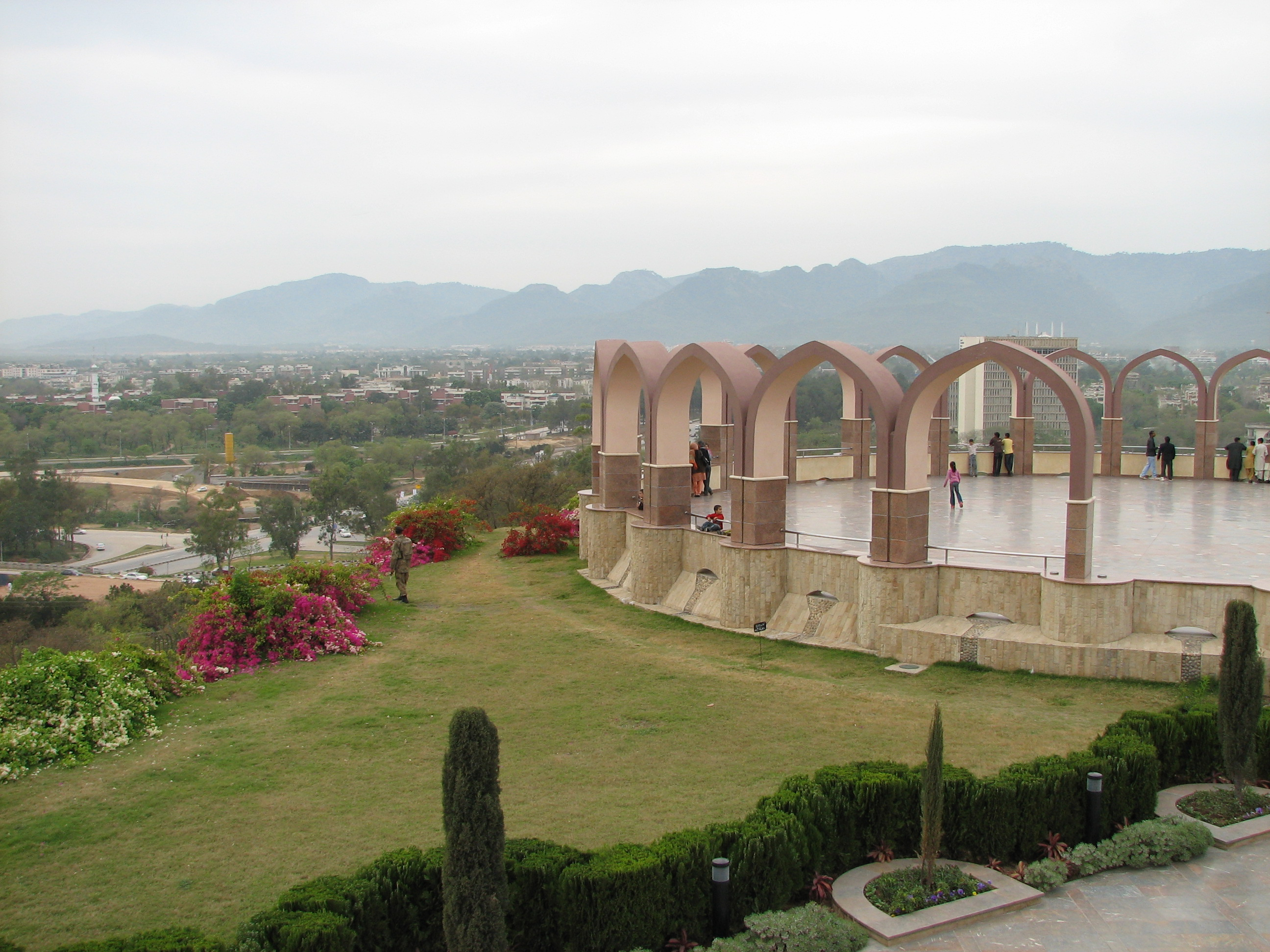
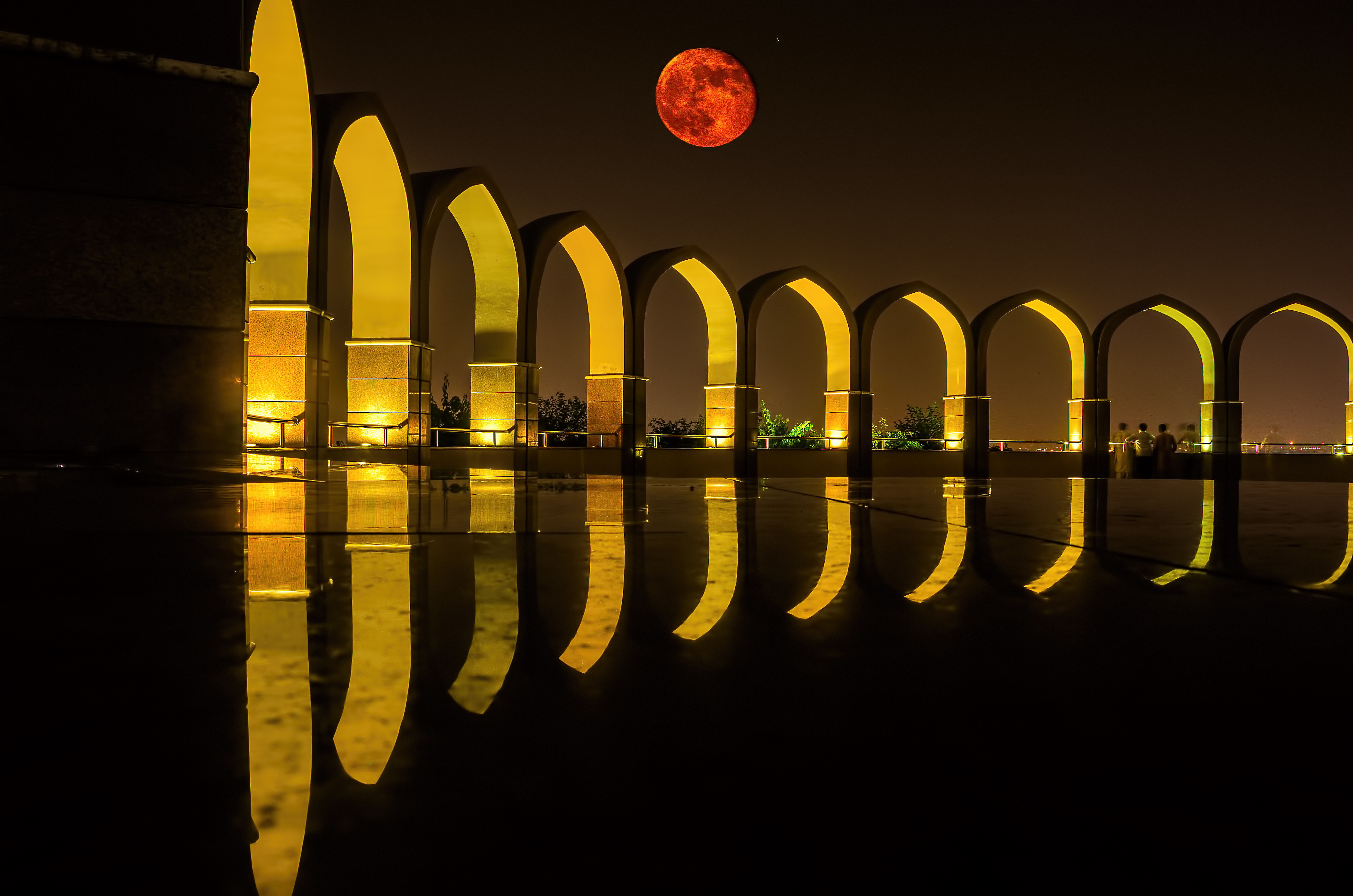
La luna sovrasta gli archi
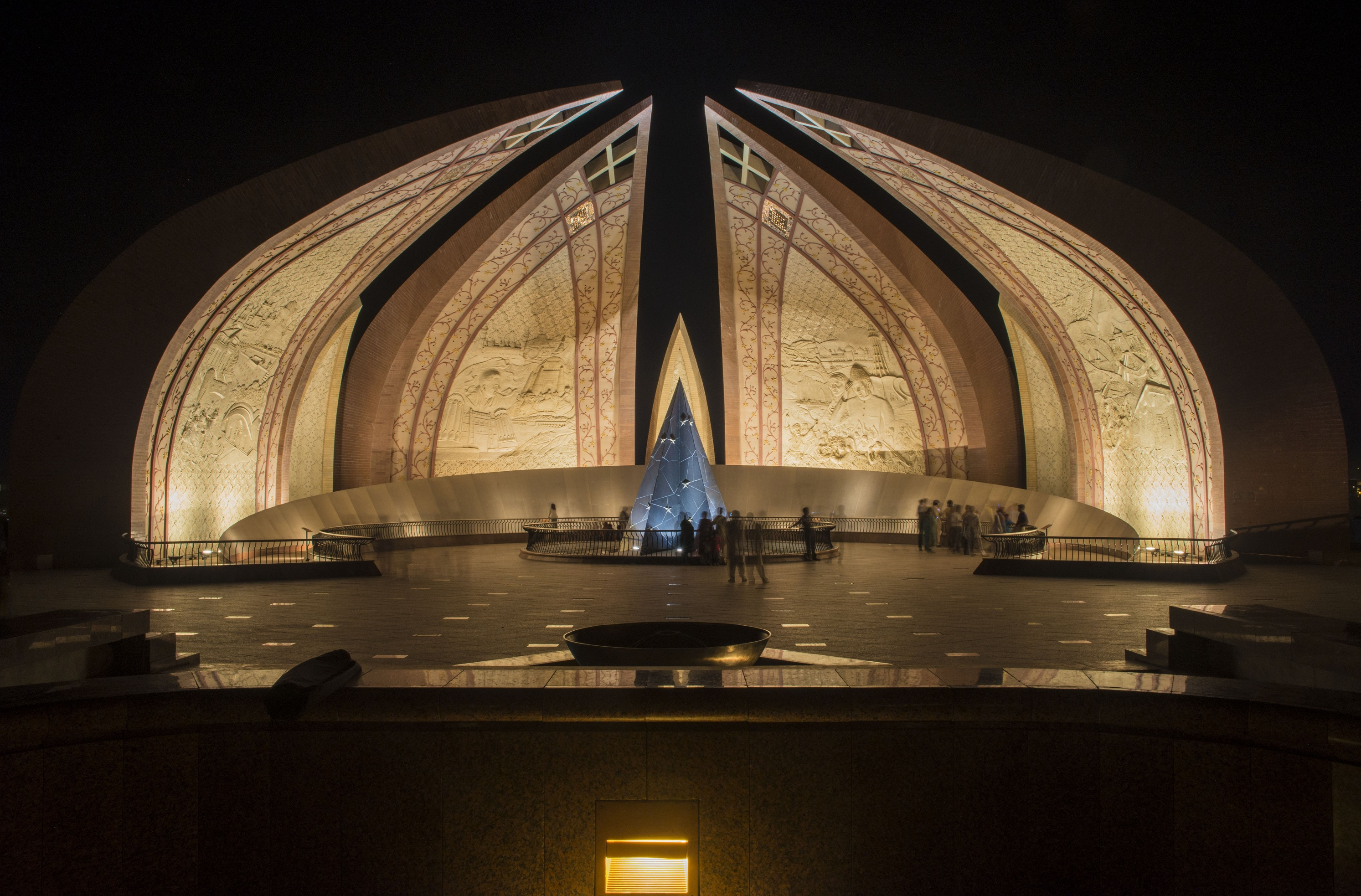
Di notte
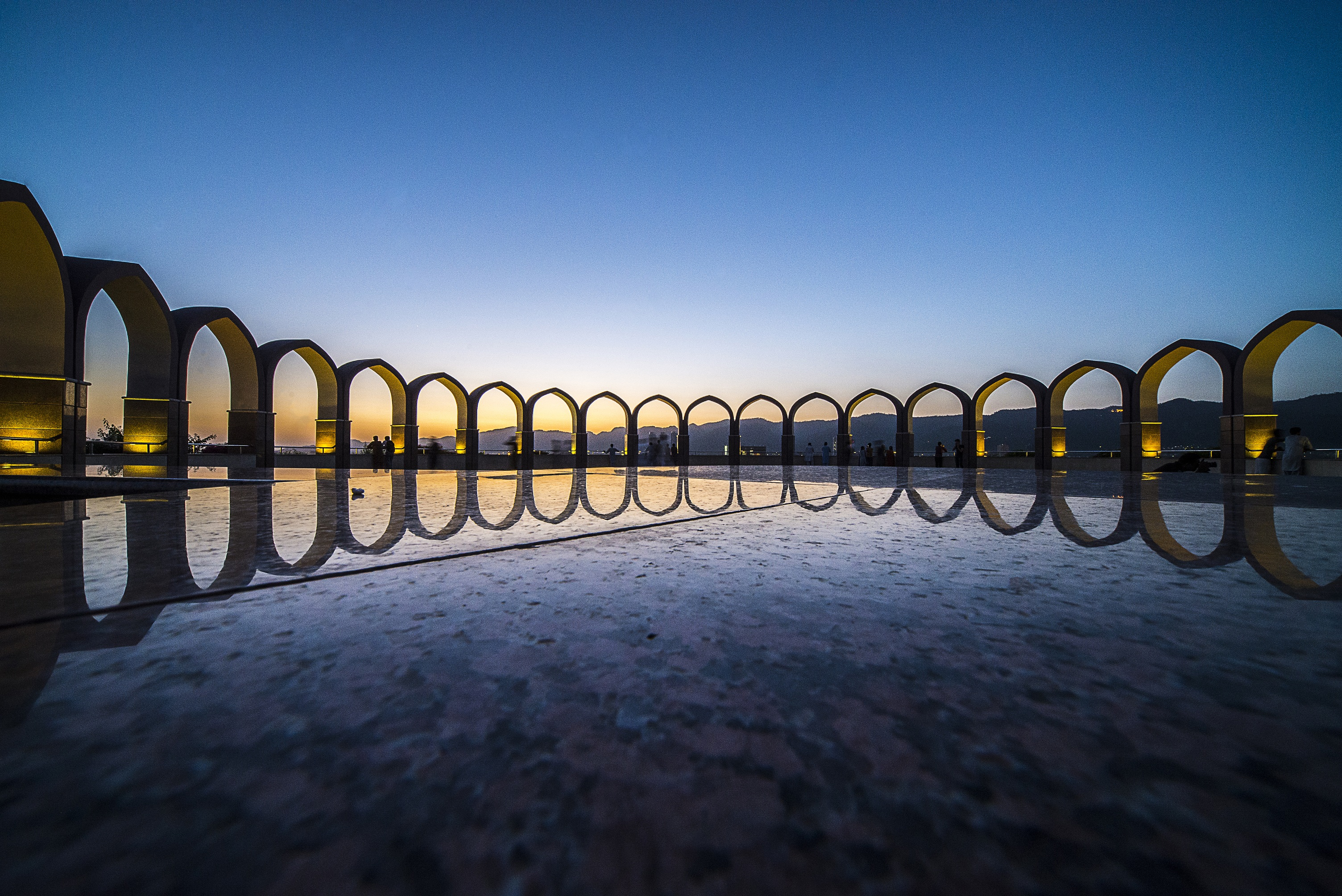
Archi
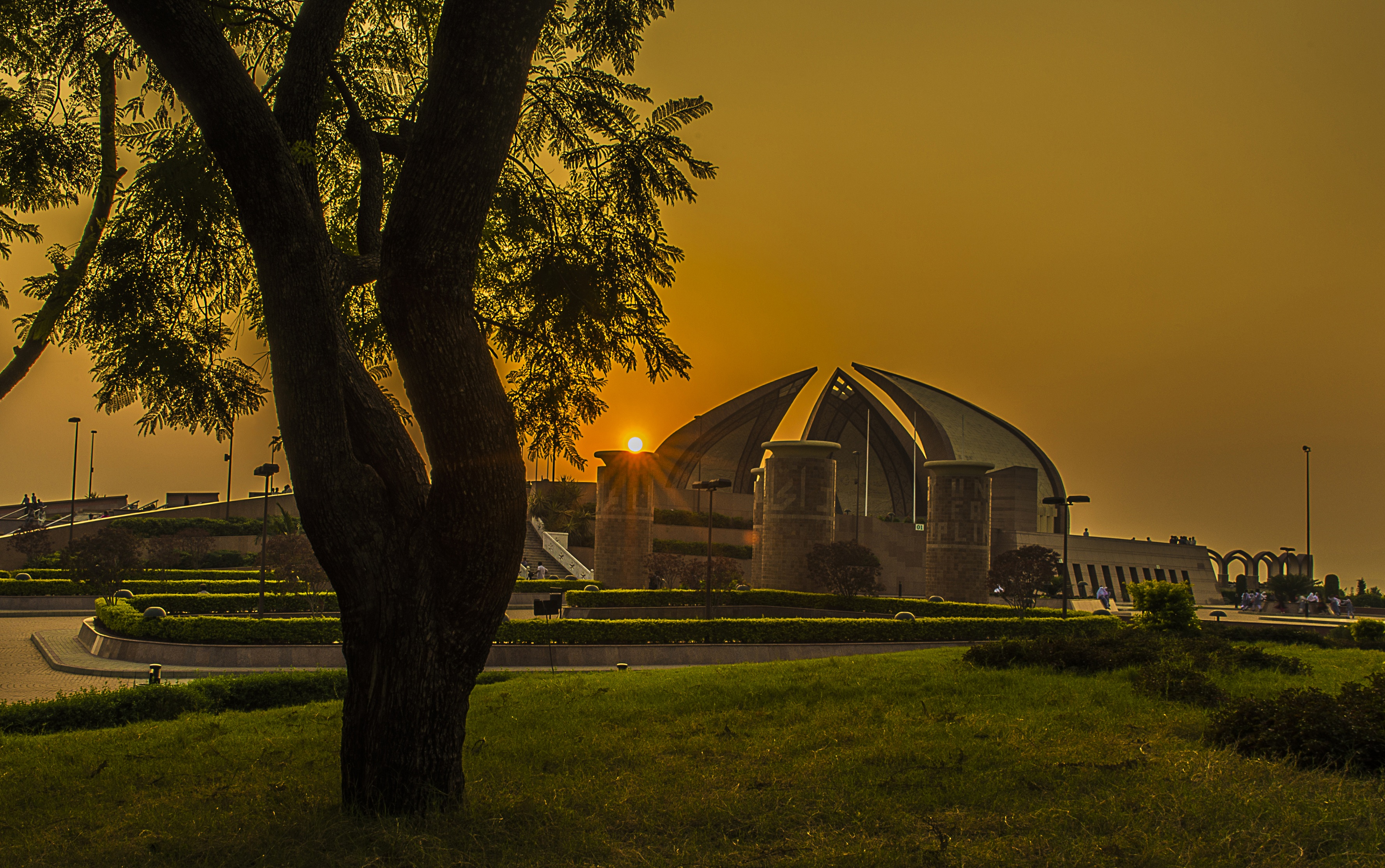
Tramonto